# Municipio de Red River (condado de Stone)
El municipio de Red River (en inglés: Red River Township) es un municipio ubicado en el condado de Stone en el estado estadounidense de Arkansas. En el año 2010 tenía una población de 162 habitantes y una densidad poblacional de 3,74 personas por km².

## Geografía
El municipio de Red River se encuentra ubicado en las coordenadas 35°45′16″N 92°22′25″O / 35.75444, -92.37361. Según la Oficina del Censo de los Estados Unidos, el municipio tiene una superficie total de 43.31 km², de la cual 42,73 km² corresponden a tierra firme y (1,35 %) 0,59 km² es agua.

## Demografía
Según el censo de 2010, había 162 personas residiendo en el municipio de Red River. La densidad de población era de 3,74 hab./km². De los 162 habitantes, el municipio de Red River estaba compuesto por el 96,3 % blancos, el 3,7 % eran asiáticos. Del total de la población el 0 % eran hispanos o latinos de cualquier raza.